# Platycercus
Platycercus es un género de aves psitaciformes perteneciente a la familia Psittaculidae. Sus miembros son conocidos comúnmente como pericos de cola ancha o rosellas. Todos tienen plumajes de llamativos colores y son endémicos de Australia, incluida Tasmania y algunas islas menores aledañas.

## Descripción

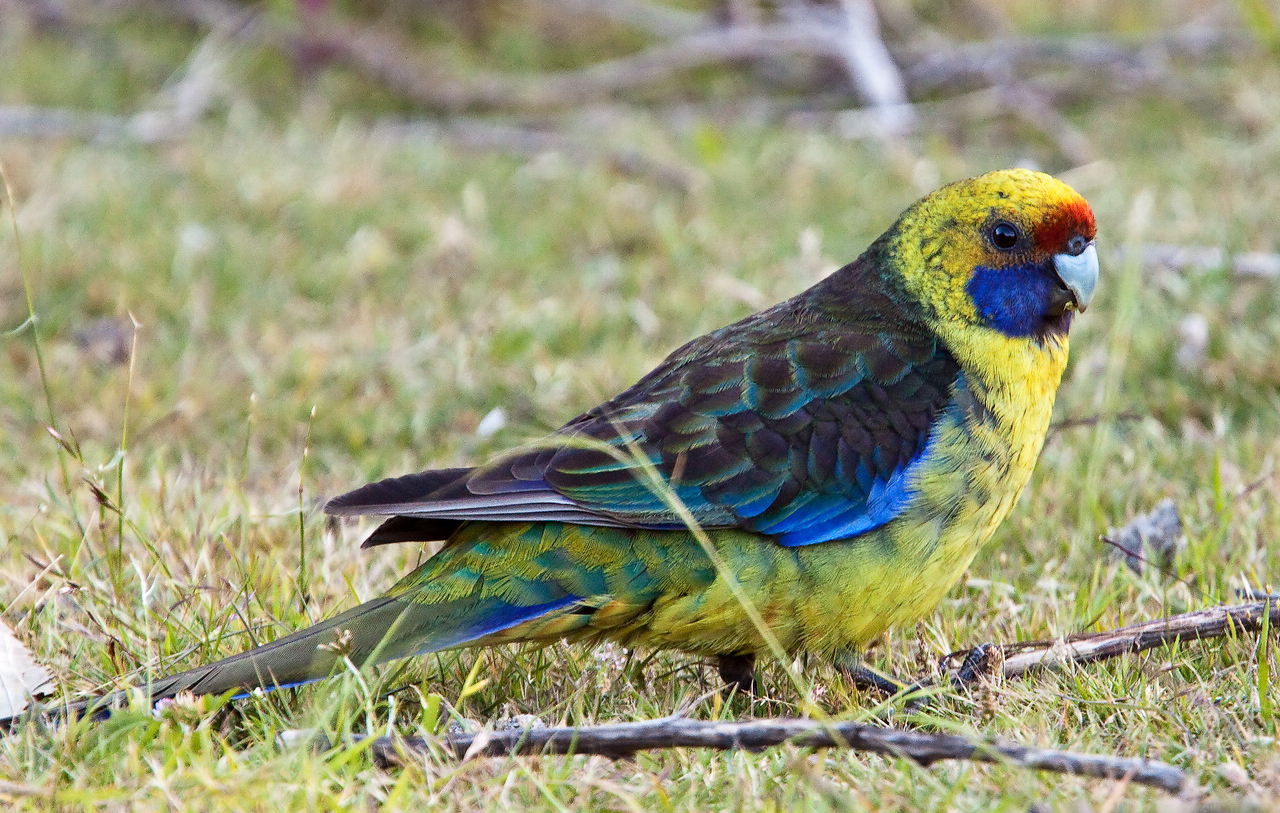
El perico de Tasmania es el miembro más grande del género y el único que no está presente en el continente australiano.

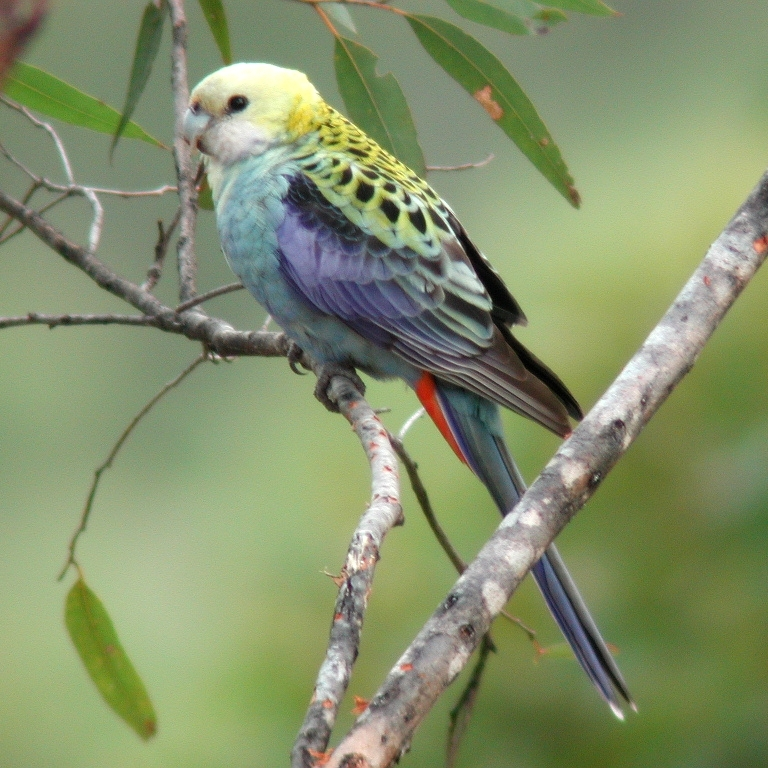
Platycercus adscitus.

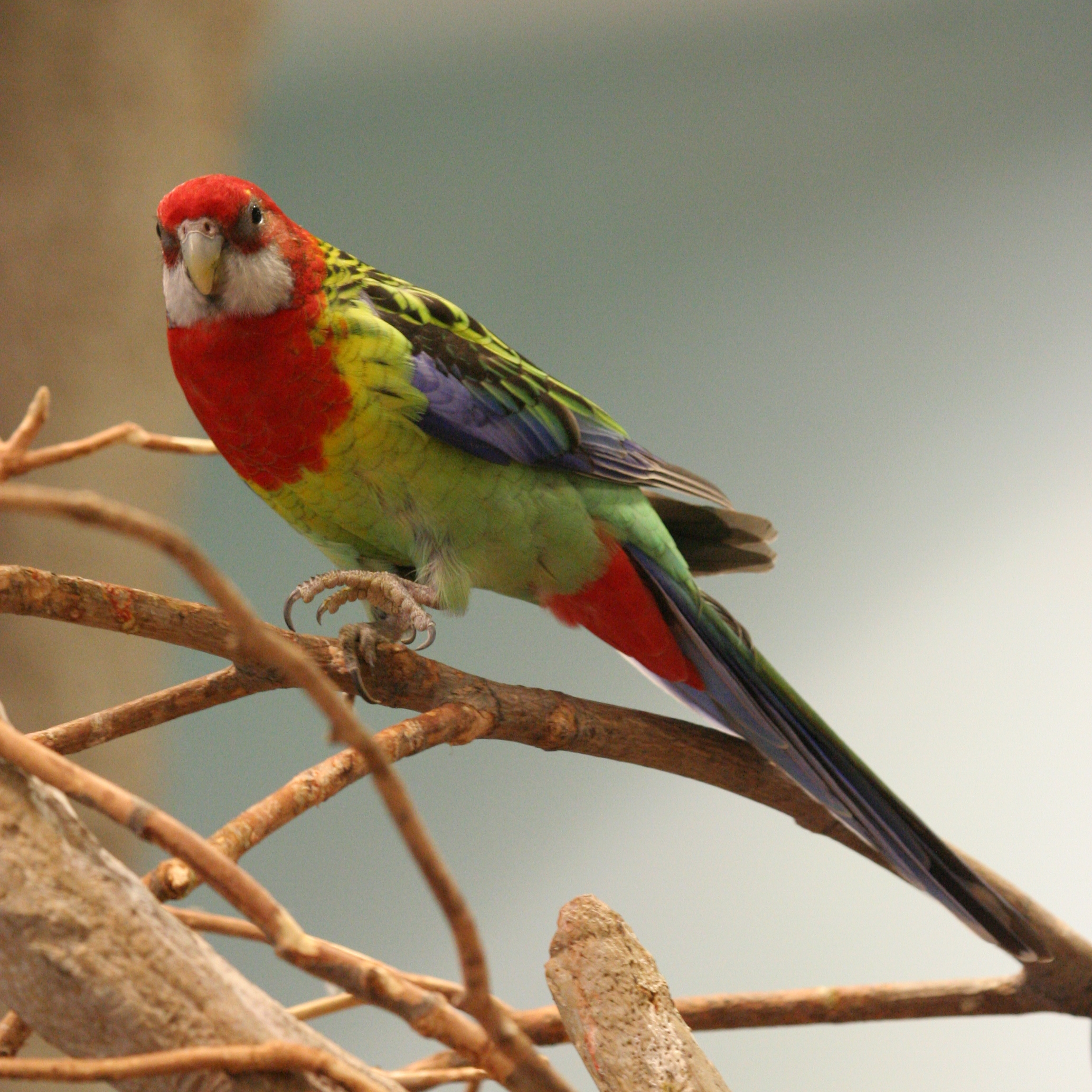
Platycercus eximius.

Son pericos de tamaño mediano con colas largas, con un tamaño que oscila entre los 26 y 37 cm. Las plumas de su espalda presentan un aspecto escamado característico que difiere entre especies. Todas las especies tienen las mejillas coloreadas de forma diferenciada al plumaje circundante. Suelen presentar poco o ningún dimorfismo sexual, las hembras y los machos generalmente tienen plumajes similares excepto en el caso del perico carigualdo. Los juveniles de las especies con mejillas azules y del perico carigualdo tienen un plumaje principalmente verde característico, mientras que los inmaduros de las especies de mejillas blancas simplemente son una versión de tonos más apagados de sus adultos.

## Distribución y hábitat
Los pericos de cola ancha son nativos de Australia y sus islas cercanas, donde habitan en los bosques, zonas de matorral, campos de cultivo y parques y jardines de zonas suburbanas y jardines. Su área de distribución está restringida a montañas y planicies de regiones costeras, y están ausentes del interior del continente australiano australiano. También se han asentado poblaciones introducidas en Nueva Zelanda (especialmente en la isla Norte) y en la isla Norfolk.

## Taxonomía

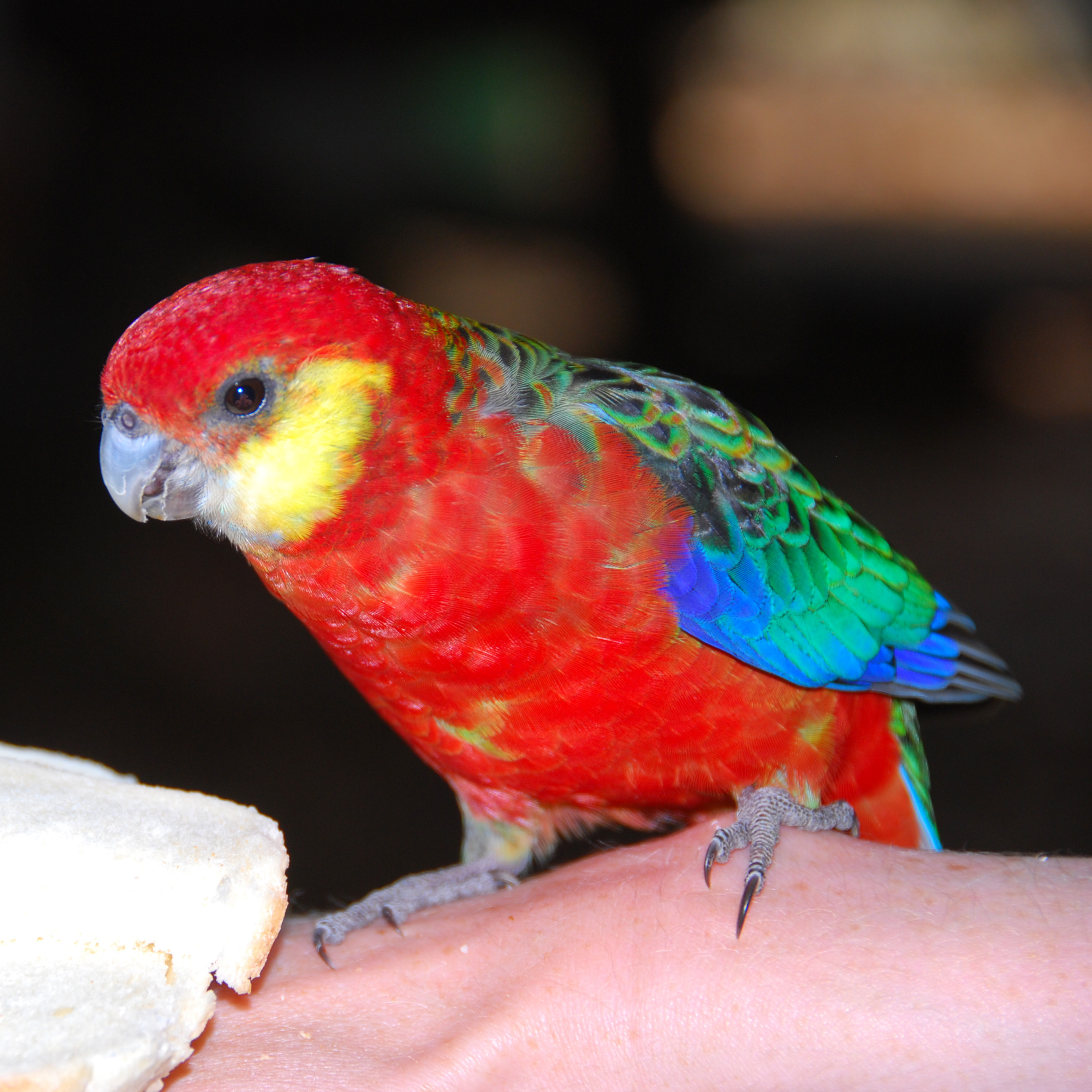
Platycercus icterotis.

El género fue descrito por el naturalista Nicholas Aylward Vigors en 1825. El nombre Platycercus es un término latino que procede a su vez de las palabras griegas platus y kerkos «plano o ancho» y «cola», respectivamente. Sus relaciones cercanas han permanecido sin aclarar hasta hace poco, citándose como parientes más próximos al perico de Barnard, según algunos expertos, y los miembros del género Psephotus, para otros. Los análisis genéticos más recientes lo sitúan en la familia Psittaculidae dentro de la subfamilia Platycercinae.
Se reconocen seis especies:
- Perico carigualdo - Platycercus icterotis, (Temminck & Kuhl, 1820);
- Perico elegante - Platycercus elegans, (Gmelin, 1788);
- Perico de Tasmania - Platycercus caledonicus, (Gmelin, 1788);
- Perico pálido - Platycercus adscitus, (Latham, 1790);
- Perico multicolor - Platycercus eximius, (Shaw, 1792);
- Perico gracioso - Platycercus venustus, (Kuhl, 1820).

Se suelen dividir en tres grupos. Las especies de mejillas azules que son elegans y caledonicus, las especies de mejillas blancas: eximius, adscitus y venustus; y la única especie de mejillas amarillas, icterotis. Estas diferencias obvias en su plumaje se han visto reforzadas por los estudios genéticos que sitúan a icterotis como una ramificación basal de los otros dos grupos.

## Comportamiento y ecología

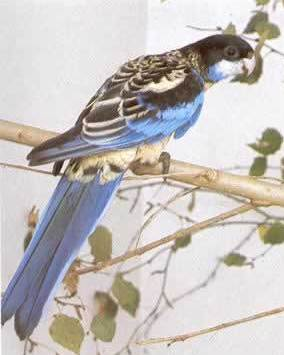
Platycercus venustus.

Los rosellas se alimentan principalmente de semillas y frutos, que agarran con sus patas. Suelen bañarse en las charcas en la naturaleza. No se observa acicalamiento mutuo entre los miembros del género y suelen rascarse la cabeza con su propia pata. Su cortejo nupcial es simple: el macho oscila la cola de lado a lado y hace inclinaciones de cabeza, y la hembra le responde imitándole.
Como la mayoría de los loros anidan en cavidades, generalmente en grandes árboles de zonas forestales. Suelen poner nidadas de varios huevos que la hembra incuba sola durante alrededor de 21 días. El macho alimenta a la hembra durante este periodo y continúa alimentándola a ella y los polluelos algún tiempo más. Los polluelos se cubren rápidamente de plumón blanco y tardan unas cinco semanas en dejar el nido.

## Avicultura
La mayoría de los pericos de cola ancha son populares aves de compañía y frecuentes en los aviarios. Pueden vivir más de 20 años y son relativamente fáciles de criar. Todos ellos tienen fama de ser agresivos en cautividad, y es recomendable mantenerlos separados de otras aves. Su dieta en cautividad se compone de semillas, frutas como la manzana, pera y uvas, y vegetales como la lechuga, la hierba y las acelgas.

## Enfermedades
Las rosellas son susceptibles a las infecciones por lombrices intestinales y a las infecciones micóticas, sobre todo si se encuentran al aire libre, donde se alimentan en el suelo. Las rosellas también son propensas a la psitacosis.